# Факел Революції
Факел Революції (рос. Факел Революции) — селище в Іскітимському районі Новосибірської області Російської Федерації.
Входить до складу муніципального утворення Бистровська сільрада. Населення становить 272 особи (2010).

## Історія
Згідно із законом від 2 червня 2004 року органом місцевого самоврядування є Бистровська сільрада.

## Населення
| 2002 | 2007 | 2010 |
| ---- | ---- | ---- |
| 251  | ↗440 | ↘272 |